# Остър камък
Остър камък е село в Южна България. То се намира в община Харманли, област Хасково.

## География
В селото има популация на голям стрелец (синурник). Село Остър камък се намира на 11,5 km югозападно от Харманли до едноименния връх.

## История
Селото със старо име Сиврикая е в пределите на България от 1885 г. През 1906 г. е преименувано на Остри камък, а през 1966 г. името е осъвременено на Остър камък. 
Според преданието селото е възникнало през турско време и е имало 16 махали. Някои от имената на местности обаче показват, че в землището е имало живот още по-рано. Така например в м. Мантарла имало дялан гроб, в м. Дядо Ангеловия камък е имало римска гробница. При долното кале т.нар. Калемски камък, висок 7 m, на който имало изобразено „човешка и конска стъпка“, както и канал, който водел до реката. По-интересно е на горното кале където още личали следите от крепостта и останки от гробница. Близо до Поляновската поляна е имало стар мост и се смята, че е минавал римски път, водещ към Остър камък. Един от най-важните и интересни обекти тук са долменът „Каменната къща“, който се намира вдясно от пътя към селото, на ок. 500 – 700 m от връх Остър камък. Долменът има запазени само три от стените, като лицевата плоча е липсвала още през 50-те години на XX век. Долмените са забележителни паметници на тракийската култура и са разпространени само в Странджа, Сакар и съвсем малко в Източните Родопи в района на рида Хуйлата, при селата Остър камък, Иваново и Брягово. Учените са установили, че в м. Черковище, на 2 km южно от Олу дере е съществувало римско селище. На самия връх Остър камък се намират изобилно парчета от съдове и замазка на жилища, които позволяват да се каже, че там е имало живот още към X век пр.н.е. Ако проследим имената на други местности, можем да открием и други страни от живота на селото. Така например при Шарап дере е бил големият Бахчеванов кладенец, който вече е изчезнал. Според легендата, когато турците бягали пред настъпващата руска армия те изсипали тук всичко ценно, което имали, като се надявали, че един ден ще се върнат да си го приберат. Между Остър камък и Ратьовица на 24 май се провеждал годишният панаир на селото, където се стичали всички родове. В месността Пънковите камъни има голяма пещера, а в самото село се намира вековен дъб, за който се смята, че е на 700 години. Кредитна кооперация „Селяк“ е основана през 1934 година. Член-кооператорите първоначално са били 5.

## Образование

### Народно основно училище „Христо Смирненски“
Първото началното училище в Остър камък е открито през 1895 г. и се е помещавало в старата турска джамия до 1908 г. По-късно е построена нова училищна сграда. Първоначално учениците са учили в един слят клас и едва през 1922 г. са разделени на класове.

### Народно начално училище „Отец Паисий“
Народно начално училище „Отец Паисий“ е основано през 1933 г., като първи учители са Димитър Стратиев и Кале Несторова Братанова. Обучението се води по два слети класове. По-късно класовете се сливат в един.